# 陳世興古宅

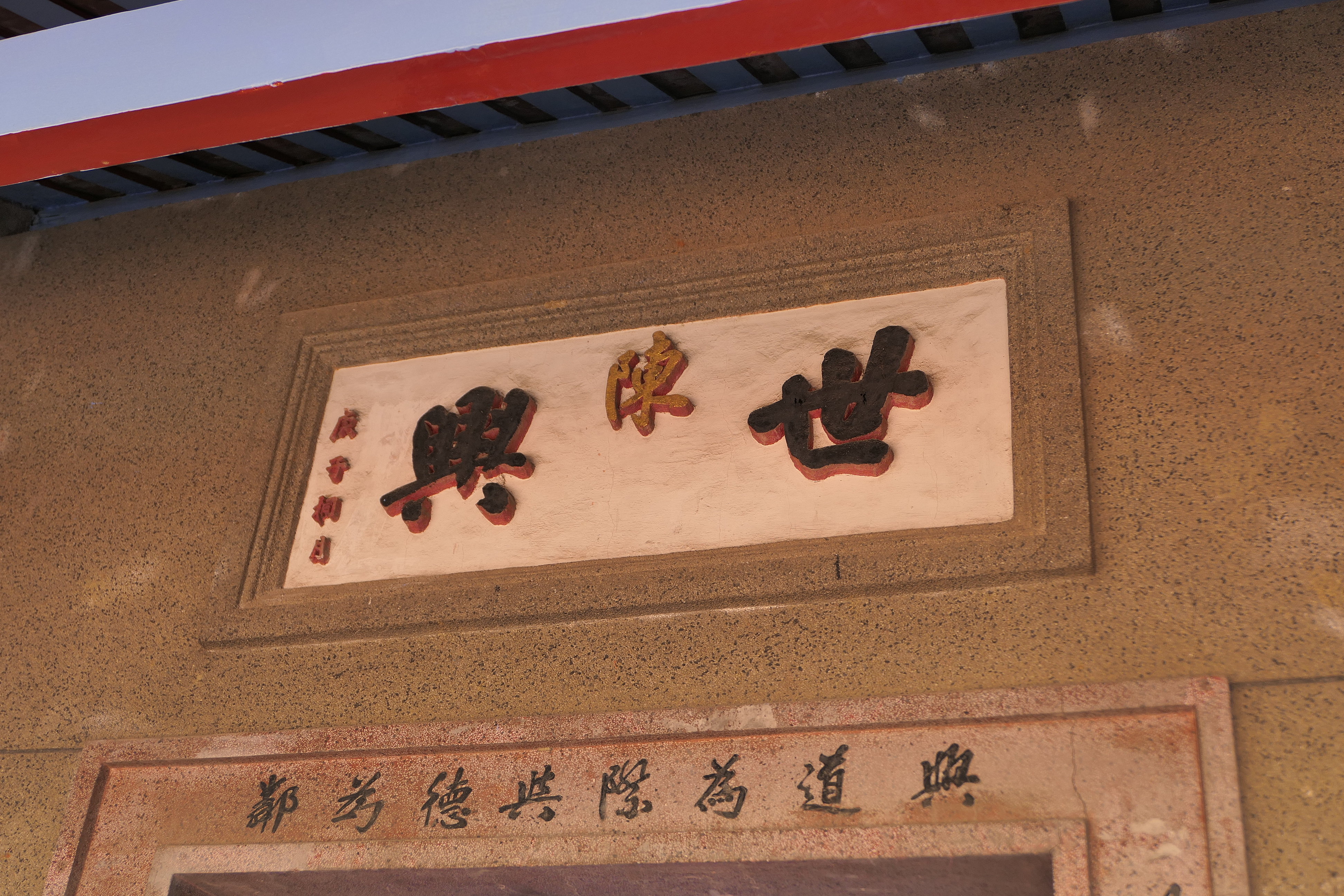
大門上的陳世興三字

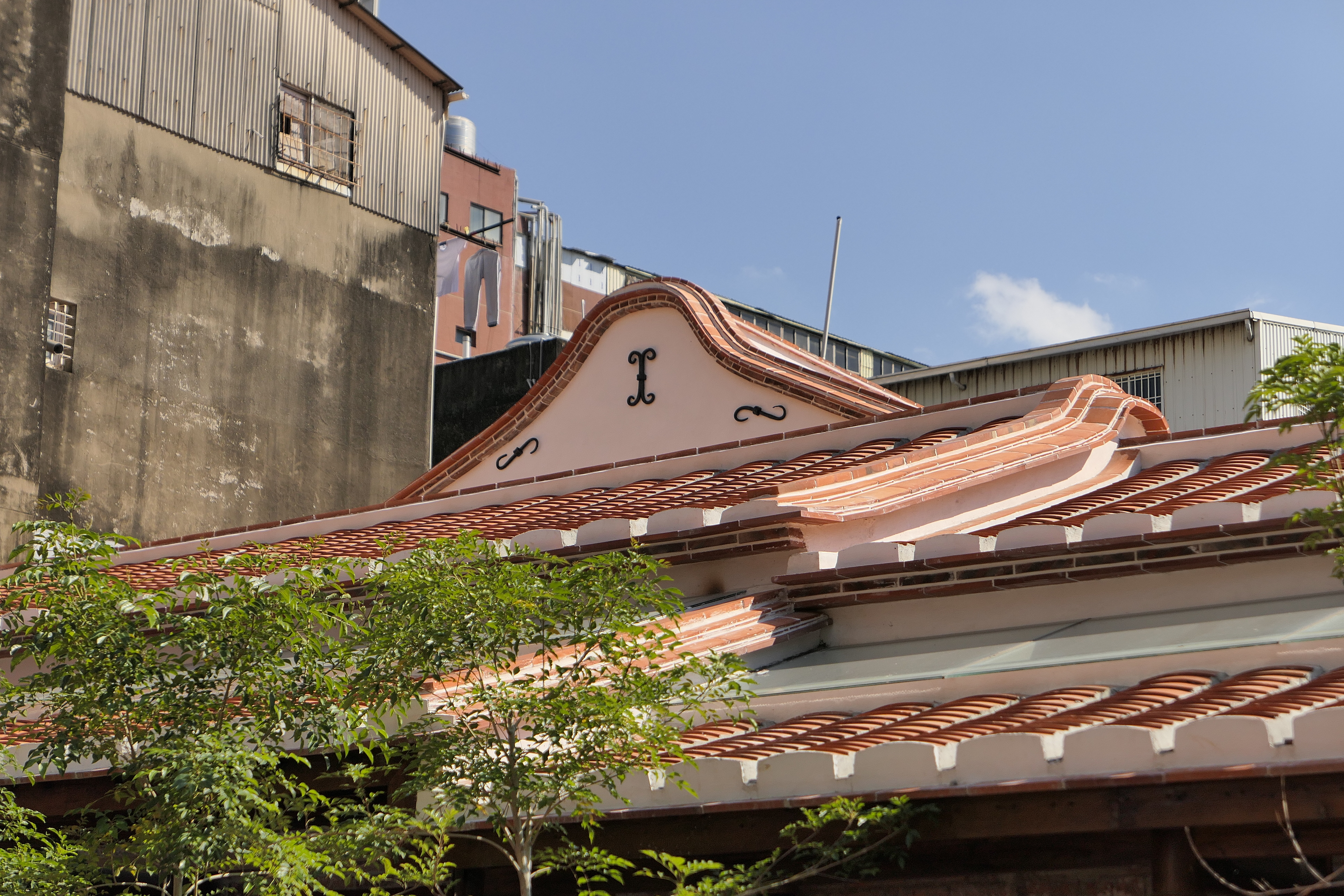
陳世興宅壁鎖

陳世興古宅，亦稱陳世興古厝，位於臺灣臺南市中西區，鄰近萬福庵，為臺南歷史悠久的重要古厝之一，並獲選為臺南市歷史建築十景之一。
114年2月起文化局進行三房廳間與庭園木造庫房進行修復，期待整修完畢後，開放參觀。

## 簡介
陳世興古厝的具體創建年代不詳，但據成大傅朝卿教授的推論，由於正廳所掛的「貢元」匾額落款為清康熙五十八年（1719年），且建築物普遍應用鐵剪刀，故曰為康熙五十八年左右。陳家祖籍泉州，明末時陳登昌抵臺，之後只有其長孫陳奇策留下未回中國大陸，繼續在臺發展。
而「陳世興」並非人名、字號，而是墾號，於清乾隆31年（1776年）前所成立。
該宅邸原本規模不小，但現在僅餘兩進，而屋內還保有「文魁」（1822年）、「貢元」與「繩武太邱」（1744年）等古匾。

## 修復
2013年7月初，傳出陳家後人委託北部某建築仲介公司出售此棟古厝，總價約一億二千萬元；而在兩年前，陳家後人曾與臺南市政府文化局徵詢是否可由市府收購，但因市府財力不足而未予收購。該出售計畫後來破局，而後於2014年12月8日的第二屆臺南市古蹟歷史建築聚落文化景觀審議委員會第八次會議中，將這間古厝指定成為直轄市定古蹟。
2019年啟動修復計畫，包含門廳、正廳、後廳、左護龍、馬房及庭院，2021年12月完工。

## 外部連結
- 2019年7月29日陳世興老宅動工整建影像 （页面存档备份，存于）